# Ocrepeira incerta
Ocrepeira incerta là một loài nhện trong họ Araneidae.
Loài này thuộc chi Ocrepeira. Ocrepeira incerta được Elizabeth Bangs Bryant miêu tả năm 1936.